# Эфендиев, Гаджимурад Ахмедович
Гаджимурад Ахмедович Эфендиев (род. 7 августа 1990, Махачкала, Республика Дагестан РСФСР, СССР) — российский кинорежиссёр и сценарист. Ученик Александра Сокурова.

## Биография
Получив образование в Махачкалинской гимназии № 38, Гаджимурад поступает в Российский государственный педагогический университет имени А. И. Герцена на факультет экономики и права, параллельно работая в американской международной организации Совет по международным исследованиям и обменам (IREX) и помогая пройти реабилитацию и вернуться к нормальной жизни детям и подросткам с Северного Кавказа.
Завершив обучение в университете, узнает про набор экспериментальной и первой режиссёрской мастерской Александра Сокурова на Северном Кавказе в Кабардино-Балкарском Государственном университете. Пробует свои силы и успешно проходит все туры. В итоге спустя пять лет завершает режиссерскую мастерскую с красным дипломом и рядом короткометражных, среднеметражных игровых и документальных картин.
В 2014 году документальный фильм «Сердечные очи» показывают на международном кинофестивале в Локарно в программе «Режиссеры будущего».
В 2015 году проходит отбор в международную Итальянскую организацию Rondine Cittadella della pace, в которой несколько лет представляет Российскую Федерацию и республику Дагестан на международной площадке. На данный момент является «Rondine D’oro» международной организации, высший знак отличия.
В 2016 году поступает в университет профессиональных фотографов APAB в городе Флоренция в Италии. Параллельно проходит стажировку на католическом телевидении TSD TV в городе Ареццо.
В конце 2017 года возвращается в Россию с премьерой своего короткометражного фильма «Хамса» в конкурсной программе Московский международный кинофестиваль 2017. «Хамса» — единственная картина из России в программе ММКФ39этого года.
В 2018 году «Хамса» проходит отбор на Международный фестиваль короткометражного кино в Клермон-Ферране, являясь первой и единственной картиной с Северного Кавказа за 40 лет существования кинофестиваля.
В 2019 году выступил в роли второго режиссера на площадке дебютного полнометражного фильма «Кантия» Марии Вихровой.
В 2020 году французский кинокритик Жульен Морван написал статью обо всех фильмах Эфендиева «Les courts métrages de Gadzhimurad Efendiev» на сайте, посвященному постсоветскому кинематографу.
В 2021 году из статьи дагестанской правозащитницы Светланы Анохиной стало известно, что режиссёр работает над полнометражным документальным фильмом, снятым в Венеции, и полнометражным дебютным игровым фильмом «Замхарир», съёмки которого планируются на Северном Кавказе, в республике Дагестан.
В 2022 году начал работу над масштабным сценарием «Журавли» о семи братьях Газдановых из Осетии, погибших на войне в период 1940—1945 годов, и о работе Расула Гамзатова, Марка Бернеса и Яна Френкеля над созданием песни по одноименному стихотворению, но ввиду конфликта с продюсером, отказавшегося оплачивать завершённую работу, сценарий является предметом судебных распрей.  
В 2024 году, Люблинский суд города Москва, обязал продюсера, выплатить сумму оговоренную в договоре, сохранив за автором права над сценарием. 
В 2024 году в телеграмм канале «Комендант Кинокрепости» появилась новость о завершении работы над документальным полнометражным фильмом «Эссе. Наказанные бежать», фильм повествует о путешествии автора по Венеции и Дагестану, затрагивая вопросы взаимоотношений в семье, самоидентификации и поиска себя.

## Фильмография
- 2017 — к/м художественный фильм «Хамса»[25]
- 2015 — к/м художественный фильм «Дерево без корней»[26]
- 2014 — к/м документальный фильм «Сердечные очи»[27]
- 2013 — к/м документальный фильм «Счастливы близкие наши»[28]
- 2013 — с/м документальный фильм «Film about the film»[29]
- 2010 — к/м художественный фильм «Мельхет»[30]

## Награды и номинации
- Победитель международного Польского студенческого кинофестиваля 16th Wegil film festival в номинации «Лучший фильм».[31]
- Участник конкурсной программы короткометражных фильмов на 39-м Международном Московском кинофестивале.[32]
- Участник конкурсной программы международного короткометражного кинофестиваля в Клермон-Ферране.
- Участник программы «Панорама» на международном Стамбульском кинофестивале AMITY.[33]
- Победитель кинофестиваля San Gio Verona video film festival в номинации «Лучший фильм».
- Участник конкурсной программы 17th Concorto film festival.[34]
- Участник конкурсной программы 17-го Казанского международного кинофестиваля мусульманского кино.[35]
- Участник конкурсной программы кинофестиваля «УМУТ»,[36] победитель в номинации «Лучшая операторская работа».